# Отион (река)
Отион (фр. Authion) је река у Француској. Дуга је 100 km. Улива се у Лоару. 